# بگزاگلیفلوزین
بگزاگلیفلوزین (انگلیسی: Bexagliflozin) یک داروی ضد دیابت است که برای بهبود کنترل قند خون در بزرگسالان مبتلا به دیابت نوع ۲ به عنوان مکمل رژیم غذایی و ورزش استفاده می‌شود. این دارو یک مهارکننده همزمان انتقال دهنده سدیم-گلوکز ۲ (SGLT2) است که از راه خوراکی مصرف می شود.